# Stars of CCTV
Stars Of CCTV – pierwszy album grupy Hard-Fi, wydany 4 lipca 2005 roku.

## Lista utworów
1. Cash Machine
2. Middle Eastern Holiday
3. Tied Up Too Tight
4. Gotta Reason
5. Hard To Beat
6. Unnecessary Trouble
7. Move On Now
8. Better Do Better
9. Feltham Is Singing Out
10. Living For The Weekend
11. Stars OF CCTV

## Twórcy
- Richard Archer – wokal
- Ross Phillips – gitara elektryczna
- Kai Stephens – gitara basowa
- Steve Kemp – perkusja